# AIKI (歌手)
AIKI（アイキ、1991年〈平成3年〉10月29日 - ）は、日本の起業家。元歌手、作詞家、ダンサー（振付師）、小説家、ボイストレーナー。4人兄妹バイリンガル音楽ユニット・bless4（ブレスフォー）の元メンバー（末っ子）。アメリカ合衆国ユタ州出身。沖縄県育ち。本名は川満 ダグラス 哀行（かわみつ ダグラス あいき）。
2021年まで川満アート・テイメントに所属。2022年までbless4に所属。所属レーベルはFlyingDogであった。
株式会社 VOICE INNOVATION（ボイス イノベーション）代表。

## 来歴
出生はアメリカ合衆国で日本人の両親を持つ。多国籍のメンバーで構成されたパフォーマンス集団『フライング・ドラゴン』を結成（現：bless4メンバー含む）。全米各地のイベントに出演するようになる。
1997年11月、一家が沖縄県へ移住。沖縄を中心に『飛龍（ひりゅう）インターナショナル』（bless4の旧名）名義でチャリティーイベント等に出演。1999年 - 2001年まで『ストップ・エイズ』イメージキャラクターとしてメンバーと活動する。

### メジャーデビュー
- 2003年5月7日、bless4としてシングル「Good Morning! Mr.Sunshine」でBMG JAPANよりメジャーデビュー[4]。以降のbless4としての活動はそちらの項を参照。

- 2010年2月15日、薬物過剰摂取で亡くなった心友との経験を綴った小説「Heart Prints～命の花～」で文芸社より小説家デビュー[5]。

- 2012年2月15日、AKINOとのデュエット楽曲「月光シンフォニア」をAKINO & AIKI from bless4名義で発表（AKINOの3rdシングル「君の神話〜アクエリオン第二章」収録）[6]。

- 2014年8月19日、ボランティア活動（武者修行）のためロスへ発つ。約2年間芸能活動を休止する[7]。

- 2018年2月7日、AIKI & AKINO from bless4名義でシングル「月のもう半分」を発表[8]。
- 2018年5月6日、自身の結婚を発表[9]。

### ソロデビュー
- 2019年10月30日、FlyingDogより1stシングル「籠の中の僕らは」でソロデビューを果たす[10][11][12][13]。
- 2019年12月2日、個人名義でのX（旧Twitter）を開設（@AIKI_DK）。
- 2020年2月5日、第一子誕生を発表[14]。

- 2020年10月30日、自身のソロデビュー1周年を記念した配信ライブ『AIKI's Birthday & Debut 1 Year Anniversary』をbless4チャンネル（YouTube）にて公開。
- 2021年3月6日、個人のYouTubeチャンネル『AIKI Official Channel』を開設[15]。
- 2021年5月14日、所属していた川満アート・テイメントとの契約を終了。自身のSNSにて、フリーで活動していくと発表[16]。2022年4月にはbless4としての活動も終了した[17]。

### 起業家として
歌手引退後、表現力コンサルタントとして株式会社 VOICE INNOVATIONを起業。コミュニケーションなどのセミナーを行う。
- 2023年1月3日、個人のYouTubeチャンネル『川満哀行のビジネスチャンネル』を開設[18]。

## 人物
身長169.5cm、血液型B型。既婚者であり、娘が1人いる。
bless4でのイメージカラーは    緑であった。
父親は世界平和親善画家のHARU川満。実姉は同じくアニソン歌手としてソロで活躍しているbless4メンバーのAKINO from bless4。
bless4所属時代は、主にグループの振り付けを担当していた。bless4の他に、AKINO with bless4の楽曲にも振り付けを提供している。
好きなアニメに『コードギアス 反逆のルルーシュ』を挙げている。

### 特技・嗜好
- 幼少期よりテコンドーを習得している。武術を特技としている一方、スポーツはあまり得意ではないとのこと。テニスをした際、ボールがあちこちにいってしまってゲームにならず、15分で終了した。

- スイーツ作りが得意。X（旧Twitter）で度々手作りケーキの写真をアップしている[21]。

### 人柄
- 自身の性格について、「もともと自分の気持ちを喋らないタイプの人間」と述べていたが、「やっと友人にも本音で、自分の気持ちを素直に話せるようになりました。24歳のとき2年間ロサンゼルスに住んで、その時の経験は大きかったですね。いろいろな方と会って文化の違い、さまざまな表現方法を見て学んだことがあって。見に来て下さる人たちと真摯に向き合うためにはもっと自分を出さなきゃいけないんだと。音楽、家族、友達、見に来てくれる方、もっと深いところで繋がりたいという思いがではじめました」と答えている[22]。

- 実姉のKANASAからはストイックな性格と評されており、インタビューでは、「（AIKIが2年間のボランティア活動から）帰国して間もなくスタジオに1週間こもったんですよね、彼。そしたら2年もブランクがあったはずなのに、1週間後には2年分以上のモノを取り戻していたんです」[23]とコメントしている。

- AKINOからは「AIKIは皆（兄妹）の良いところも悪いところもスポンジのように吸収する」と評されている[24]。
- 2012年、4tトラックに轢かれるも、普段から身体を鍛えているため無傷であったという。乗っていた自転車は大破したが、AIKI本人はかすり傷1つ負わなかった[25]。

### 慈善活動
bless4在籍時、メンバーと共に『鶴の恩返し』チャリティー基金を立ち上げ、被災地でのライヴやボランティア活動を精力的に行っていた。東日本大震災発生時は実際に被災地へ赴き、衛生キットの整理などを行った。

## 音楽性

### 音楽
テレビアニメ『創聖のアクエリオン』の音楽プロデュースを担当した菅野よう子は、当時まだ声変わりしていなかったAIKIの歌声（菅野曰く「素晴らしいボーイソプラノだった」とのこと）で何かやりたいと思い、主題歌「創聖のアクエリオン」をAIKIに歌唱依頼しようとしていた。ところが、AIKIが声変わりしてしまった為、急遽バックコーラスを依頼する予定だったbless4にオーディションに来てもらい、AKINOがこの曲を歌うことになったという。
現在も菅野からは、「彼（AIKI）の声は聖なる声。女の子がキュンとする声質で、全くいやらしくないんです」と評されている。

### ダンス＆パフォーマンス
テコンドーで磨き抜かれたパワフルかつ流麗なダンスパフォーマンスが特徴。bless4在籍時は基本的にAIKIが振り付けを行っていた。

### 楽曲提供者・アレンジャー
※AIKIに楽曲提供をした代表的な音楽家（表記：50音順）
- 岩里祐穂
- 河合英嗣
- 菅野よう子
- Gabriela Robin
- 白戸佑輔
- 藤林聖子
- R・O・N
- 渡辺未来

## ディスコグラフィ

### コラボシングル
| #   | 発売日        | タイトル         | 規格品番   | 名義                     |
| --- | ------------- | ---------------- | ---------- | ------------------------ |
| 1st | 2012年2月15日 | 月光シンフォニア | VTCL-35125 | AKINO & AIKI from bless4 |
| 2nd | 2018年2月7日  | 月のもう半分     | VTCL-35266 | AIKI & AKINO from bless4 |

### ミュージックビデオ
| 公開日       | タイトル           | 名義             |
| ------------ | ------------------ | ---------------- |
| 2019年9月2日 | 「籠の中の僕らは」 | AIKI from bless4 |

### 歌手参加作品
※TV-sizeの楽曲は未記述
| 発売日        | 商品タイトル                           | 規格 | 名義                     | 楽曲                                  | 備考                        |
| ------------- | -------------------------------------- | ---- | ------------------------ | ------------------------------------- | --------------------------- |
| 2012年5月23日 | アクエリオンEVOL イヴの詩篇            | CD   | AKINO & AIKI from bless4 | 「月光シンフォニア」                  | アクエリオンEVOL OST        |
| 2012年7月25日 | アクエリオンEVOL LOVE@New Dimension    | CD   | AKINO & AIKI from bless4 | 「月光シンフォニア」                  | アクエリオンEVOL OST        |
| 2014年6月7日  | 〜誓い Let's Have A Party♪〜           | DVD  | AIKI from bless4         | 「Heart Prints〜命の花〜」            | bless4 ライヴDVD            |
| 2015年3月25日 | Decennia                               | CD   | AKINO & AIKI from bless4 | 「月光シンフォニア」                  | AKINO 2ndアルバム           |
| 2019年1月23日 | DOG RUN！！                            | CD   | AKINO & AIKI from bless4 | 「月光シンフォニア」                  | NON-STOP FlyingDog MEGA MIX |
| 2019年6月5日  | WE ARE WARRIORS                        | CD   | AIKI from bless4         | 「I'll Be Back」                      | bless4 3rdアルバム          |
| 2020年4月22日 | 星合の空 Blu-ray&DVD 第2巻（映像特典） | BD   | AIKI & めろちん          | 「籠の中の僕らは」                    | Special Collaboration Movie |
| 2020年4月22日 | 星合の空 Blu-ray&DVD 第2巻（映像特典） | DVD  | AIKI & めろちん          | 「籠の中の僕らは」                    | Special Collaboration Movie |
| 2021年3月24日 | your ears, our years                   | CD   | AKINO & AIKI from bless4 | 「月光シンフォニア」 「月のもう半分」 | AKINO ベストアルバム        |

### 非売品
- EXERCISE with AIKI（DVD　2020年）

### 未音源化楽曲
- 「YOLO」- KoRock & AIKI名義
- 「スイーツ★パラダイス」- AIKI & KEN名義

### カバー楽曲
- 「この素晴らしき世界」- 原曲：ルイ・アームストロング（2021年）
- 「勿忘」- 原曲：Awesome City Club（2021年）
- 「Rain On Me」- 原曲：レディー・ガガ×アリアナ・グランデ（2021年）
- 「ドライフラワー」- 原曲：優里（2021年）
- 「Say Something」- 原曲：ア・グレイト・ビッグ・ワールド（2021年）
- 「10,000 Reasons / What a Beautiful Name」- 原曲：Caleb ＋ Kelsey（2021年）
- 「Come Thou Fount of Every Blessing」- 原曲：クリス・ライス（2021年）
- 「Renegades Japanese Version」- 原曲：ONE OK ROCK（2021年）

### 振り付け提供
※記載は50音順
- AKINO with bless4
  - 「創聖のアクエリオン」
  - 「Go Tight!」
  - 「君の神話〜アクエリオン第二章」
  - 「パラドキシカルZOO」
  - 「エクストラ・マジック・アワー」ほか多数
- 2P5
  - 「Mode」[30]
- bless4（全般）

## 書籍

### 小説
| #   | 発売日        | タイトル               | 出版社 | 名義             |
| --- | ------------- | ---------------------- | ------ | ---------------- |
| 1st | 2010年2月15日 | Heart Prints〜命の花〜 | 文芸社 | 川満ダグラス哀行 |

### 脚本
- カキライザー（映像作品　2020年）[31]

## 講師としての活動
bless4所属時代、メンバーと共に神奈川県麻生区にエンターテインメントアカデミー『アスレチック・ミュージック』を開校。歌手活動と並行し、講師としても活動をはじめた。メンバーは講師としてそれぞれ役割を担っており、AIKIは主にダンスレッスンを担当していた。
グループを脱退した現在は、定期的に個人でワークショップを開いている。

## ライブ・イベント／出演
この項目は、『AIKI from bless4』名義で参加・出演をしたライブ・イベントのみの記載とする。

### ライブ
- Heart Prints～命の花～（2008年7月25日 / 茅野市民館）
- 星崎なみ / AIKI from bless4 新譜CD発売記念イベント - in store live -（2008年8月7日 / ソフマップ ナディアパーク店）[33]
- AIKI's Farewell Party（2014年8月7日 / bless4スタジオ）
- レキシー・ウォーカー『アジアツアーコンサート2018』（2018年6月7日 / 末日聖徒イエス・キリスト教会武蔵野ステークセンター）[34]
- KoRocK LIVE『小学17年生!!』（2019年9月8日 / morph-tokyo）[35][36]
- AIKI's Birthday & Debut 1 Year Anniversary（2020年10月30日 / bless4チャンネル）

### テレビ
- アニソンラバーズ（2019年10月19日）[37]

### YouTube出演
| 公開日         | チャンネル                                | リンク |
| -------------- | ----------------------------------------- | ------ |
| 2021年6月1日   | JJ English                                | 動画01 |
| 2021年10月29日 | 清水夏生 Earth Beats’ Channel〜TAPbeats〜 | 動画01 |
| 2021年11月17日 | アニソンフラッグ                          | 動画01 |
| 2021年11月24日 | アニソンフラッグ                          | 動画02 |
| 2021年12月1日  | アニソンフラッグ                          | 動画03 |
| 2021年12月8日  | アニソンフラッグ                          | 動画04 |
| 2021年12月15日 | アニソンフラッグ                          | 動画05 |
| 2024年12月15日 | なごチューブ                              | 配信01 |
| 2024年12月17日 | なごチューブ                              | 動画01 |
| 2025年2月7日   | SCUME公式チャンネル                       | 動画01 |

### ラジオ
- ANIME RADIO（2019年9月14日）
- FM YOKOHAMA『Startline』（2019年11月2日）[38]
- a-FANFAN 21 三重野瞳の『3、2、1ハイ!』（2019年11月4日‐10日）

## タイアップ一覧
| 楽曲                                          | タイアップ                                   | 時期   |
| --------------------------------------------- | -------------------------------------------- | ------ |
| Heart Prints〜命の花〜                        | 麻薬撲滅キャンペーンソング                   | 2008年 |
| 月光シンフォニア （AKINO & AIKI from bless4） | テレビアニメ『アクエリオンEVOL』前期EDテーマ | 2012年 |
| 月のもう半分 （AIKI & AKINO from bless4）     | テレビアニメ『魔法使いの嫁』後期EDテーマ     | 2018年 |
| 籠の中の僕らは                                | テレビアニメ『星合の空』EDテーマ             | 2019年 |

## 関連人物
- bless4（元所属グループ）
- HARU川満（父親）
- AKASHI from bless4（実兄）
- KANASA form bless4（実姉）
- AKINO from bless4（実姉）